# Chris Holst

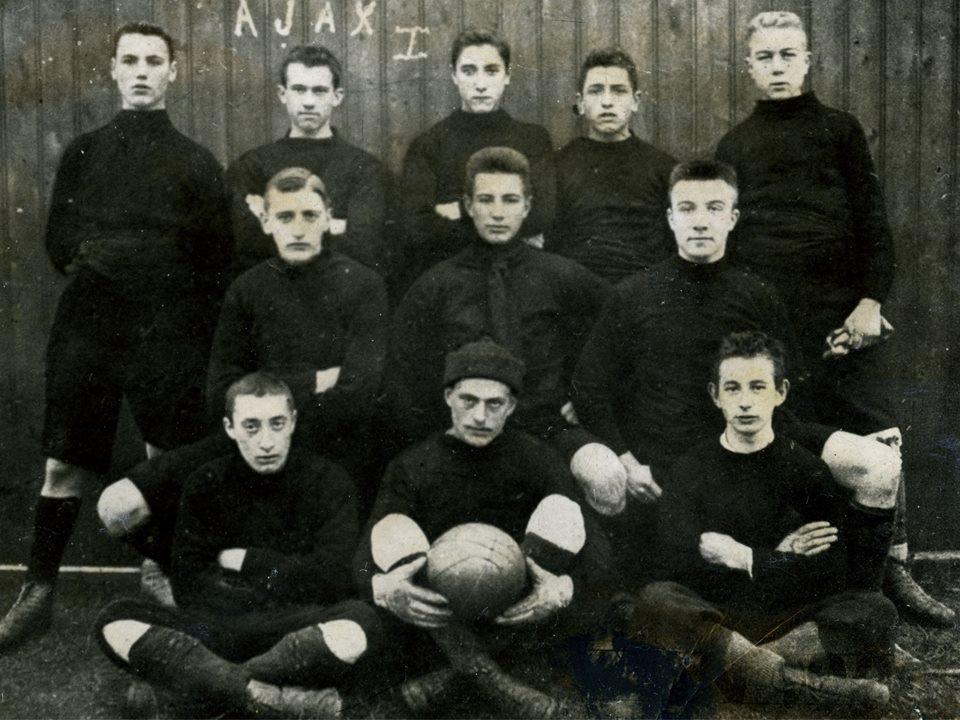
AFC Ajax 1900-1901, met Chris Holst op de middelste rij als tweede van links.

Christoph Christiaan (Chris) Holst, ook bekend als Christiaan Christoffel Holst (Pasuruan, 11 oktober 1883 – Ambarawa, 16 mei 1945) was een Nederlands voetballer en later de opvolger van Floris Stempel als voorzitter van Ajax.

## Levensloop
Holst was in 1900 actief als speler van Ajax, daarna stopte hij als speler. Van 1908 tot 1910 was hij actief als voorzitter van Ajax als opvolger van Floris Stempel. In 1910 werd Han Dade voorzitter. In het seizoen 1911/12 stond Holst als verdediger opnieuw in de ploeg van Ajax. Hij werd daarna in 1912 tot 1913 nogmaals voorzitter van Ajax, om nadien door Willem Egeman opgevolgd te worden.
Holst huwde in 1915 met Judith Priester. In 1920 nam Ajax afscheid van Holst, aangezien hij naar Nederlands Indië vertrok. In 1926 eindigde zijn huwelijk in een scheiding.
Holst overleed in gevangenschap in Ambarawa 7 in Ambarawa op 16 mei 1945. Hij werd begraven op het Nederlandse ereveld Pandu in Bandung.